# Sugiura

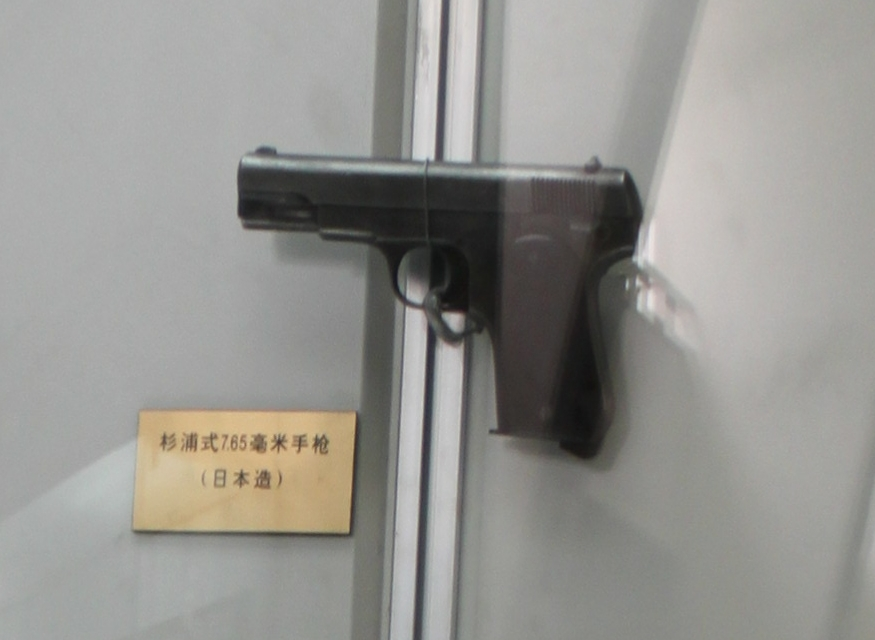

La Sugiura era una pistola semiautomatica di progettazione giapponese, prodotta durante la seconda guerra mondiale nello stato fantoccio del Manchukuo per le forze occupanti nipponiche. Progettualmente l'arma appare ispirata alla Colt Model 1903 Pocket Hammerless, è camerata per la cartuccia .32 ACP (7,65 mm Browning), opera a massa battente ed è alimentata da un caricatore da 8 colpi. L'arma è bluita e le guancette in noce sono intagliate a scacchiera.